# Хто отримає ананас?
«Хто отримає ананас?» — анімаційний фільм 1978 року Творчого об'єднання художньої мультиплікації студії Київнаукфільм, режисер — О. Баринова.

## Над мультфільмом працювали
- Автор сценарію: Олександр Костинський
- Режисер: О. Баринова
- Художник-постановник: В. Сабліков
- Композитор: Володимир Шаїнський
- Текст пісні: Михайло Матусовський
- Оператор: Анатолій Гаврилов
- Звукооператор: Віктор Груздєв
- Ролі озвучили: Л. Ігнатенко, Лілія Дзюба, Євген Паперний
- Художники-мультиплікатори: Алла Грачова, Костянтин Чикін, Євген Сивокінь, Михайло Титов, Н. Зурабова, І. Бородавко
- Асистенти: В. Рябкіна, С. Дудка, Юна Срібницька, Ірина Сергєєва, Л. Бурланенко,
- Редактор: Володимир Гайдай
- Директор: Іван Мазепа